# 786
786(칠백팔십육)은 785보다 크고 787보다 작은 자연수다.

## 수학
- 합성수로, 그 약수는 1, 2, 3, 6, 131, 262, 393, 786이다. 진약수의 합은 798이므로, 786은 과잉수다.
  - 제곱 인수가 없는 41번째 과잉수다. 이 성질을 지닌 앞의 수는 770, 다음 수는 798이다. (OEIS의 수열 A087248)
- 103번째 쐐기수다. 앞의 쐐기수는 782, 다음 쐐기수는 790이다.
- {\displaystyle 786=13^{2}+16^{2}+19^{2}}
  - 공차가 3인 세 자연수의 제곱합으로 나타낼 수 있는 수다. 이 성질을 지닌 앞의 수는 693, 다음 수는 885다.
- {\displaystyle 61^{5}-1}은 786으로 나누어떨어진다.

## 과학
- NGC 786: 양자리 방향에 있는 나선은하.
- 786 브레디히나(영어판): 소행성.

## 교통
- 현도 제786호선

## 군사
- 786 해군 항공대(영어판): 과거 존재한 영국의 해군 항공대.

## 문화유산
- 대한민국의 보물 제786호: 백자 청화운룡문 병

## 기타
- 연도: 786년, 기원전 786년
- 미국 마이애미데이드군의 전화 지역번호.